# 丁大钊
丁大钊（1935年1月—2004年1月14日），江苏苏州人，中国核物理学家，中国科学院院士。
1951年，丁大钊考入同济大学物理系。翌年，因院系调整而进入复旦大学就读。毕业后，进入中国科学院近代物理研究所工作。1956年，随王淦昌一同赴苏联从事高能物理研究。期间，参与发现了反西格马负超子。1960年回国后，历任原子能研究所（中国原子能科学研究院）助理研究员、副研究员、研究员、院学术顾问委员。1990年至1995年间兼任北京正负电子对撞机国家实验室副主任。1991年，当选中国科学院数学物理学部学部委员。